# Pseudorhaphitoma darnleyi
Pseudorhaphitoma darnleyi é uma espécie de gastrópode do gênero Pseudorhaphitoma, pertencente a família Mangeliidae.